# Bisetocreagris ussuriensis
Espèce
Synonymes
- Microcreagris ussuriensis Redikorzev, 1934
- Bisetocreagris maritima Ćurčić, 1983
- Bisetocreagris erytheia Ćurčić, 1985
- Bisetocreagris merope Ćurčić, 1985
- Bisetocreagris gorgo Ćurčić, 1985
- Pedalocreagris tethys Ćurčić, 1985

Bisetocreagris ussuriensis est une espèce de pseudoscorpions de la famille des Neobisiidae.

## Distribution
Cette espèce se rencontre en Russie dans les kraïs de Khabarovsk et du Primorié et en Chine au Jilin et au Hebei.

## Description
Les mâles mesurent de 2,46 à 2,75 mm.

## Systématique et taxinomie
Cette espèce a été décrite sous le protonyme Microcreagris ussuriensis par Redikorzev en 1934. Elle est placée dans le genre Bisetocreagris par Ćurčić en 1985. Bisetocreagris maritima, Bisetocreagris erytheia, Bisetocreagris merope et Bisetocreagris gorgo sont placées en synonymie par Schawaller en 1989 et Pedalocreagris tethys par Judson en 1993

## Étymologie
Son nom d'espèce, composé de ussur et du suffixe latin -ensis, « qui vit dans, qui habite », lui a été donné en référence au lieu de sa découverte, Oussouriisk.

## Publication originale
- Redikorzev, 1934 : Neue paläarktische Pseudoscorpione. Zoologische Jahrbücher, Abteilung für Systematik, Ökologie und Geographie der Tiere, vol. 65, p. 423-440.